# Symbrenthia formosanus
Symbrenthia formosanus är en fjärilsart som beskrevs av Hans Fruhstorfer 1908. Symbrenthia formosanus ingår i släktet Symbrenthia och familjen praktfjärilar. Inga underarter finns listade i Catalogue of Life.